# Dodecocerus poirieri
Dodecocerus poirieri là một loài bọ cánh cứng trong họ Cerambycidae.